# Ruanshi (köpinghuvudort i Kina, Zhejiang Sheng, lat 29,88, long 120,38)
Ruanshi (kinesiska: 阮市, 阮市镇) är en köpinghuvudort i Kina. Den ligger i provinsen Zhejiang, i den östra delen av landet, omkring 46 kilometer sydost om provinshuvudstaden Hangzhou. Antalet invånare är 33 424. Befolkningen består av 16 585 kvinnor och 16 839 män. Barn under 15 år utgör 13,0 %, vuxna 15-64 år 74 %, och äldre över 65 år 11,0 %.
Runt Ruanshi är det tätbefolkat, med 442 invånare per kvadratkilometer. Närmaste större samhälle är Diankou, 7,5 km norr om Ruanshi. I omgivningarna runt Ruanshi växer i huvudsak blandskog.
Genomsnittlig årsnederbörd är 2 020 millimeter. Den regnigaste månaden är juni, med i genomsnitt 365 mm nederbörd, och den torraste är januari, med 79 mm nederbörd.